# Arholma
Arholma est une île de l'archipel de Stockholm  en Suède,,.

## Présentation
Arholma est une île de la commune de Norrtälje. 
L'île compte environ 50 résidents permanents en 2018, qui pendant l'été s'élèvent à environ 500. 
Il y a que des magasins, des restaurants et des auberges.
La majeure partie de l'île forme la réserve naturelle d'Arholma-Idö.
Le paysage culturel ouvert de l'archipel est caractérisé par l'agriculture à petite échelle avec des animaux en pâturage. Surtout dans la partie nord d'Arholma se trouve une vieille forêt d'épicéas bien préservée. 
Dans l'île et autour de l'île, on peut voir des pygargues à queue blanche.

## Étymologie
Le nom Arholma contient le préfixe « arn », qui est une forme plus ancienne de « aigle ».

## Accès
Arholma est accessible par traversier depuis Simpnäs, à proximité de Björkö, avec plusieurs voyages quotidiens tout au long de l'année. 
Pendant l'été, les bateaux de la compagnie Waxholmsbolaget partent de Stockholm et de Norrtälje.
Arholma fait partie du sentier de l'archipel de Stockholm, qui traverse l'archipel de Stockholm, de Arholma jusqu'à Landsort.

## Galerie

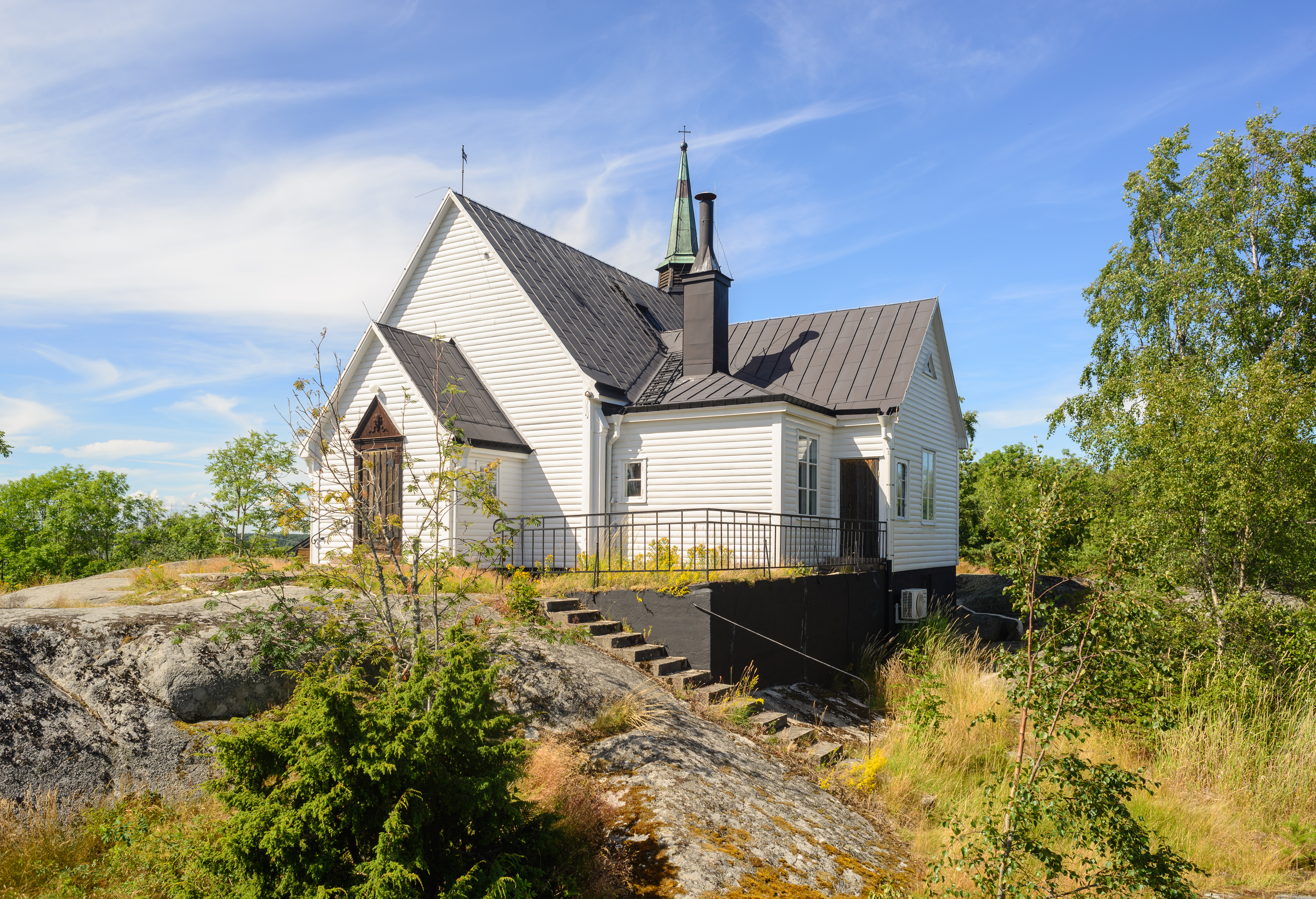
Église d'Arholma.
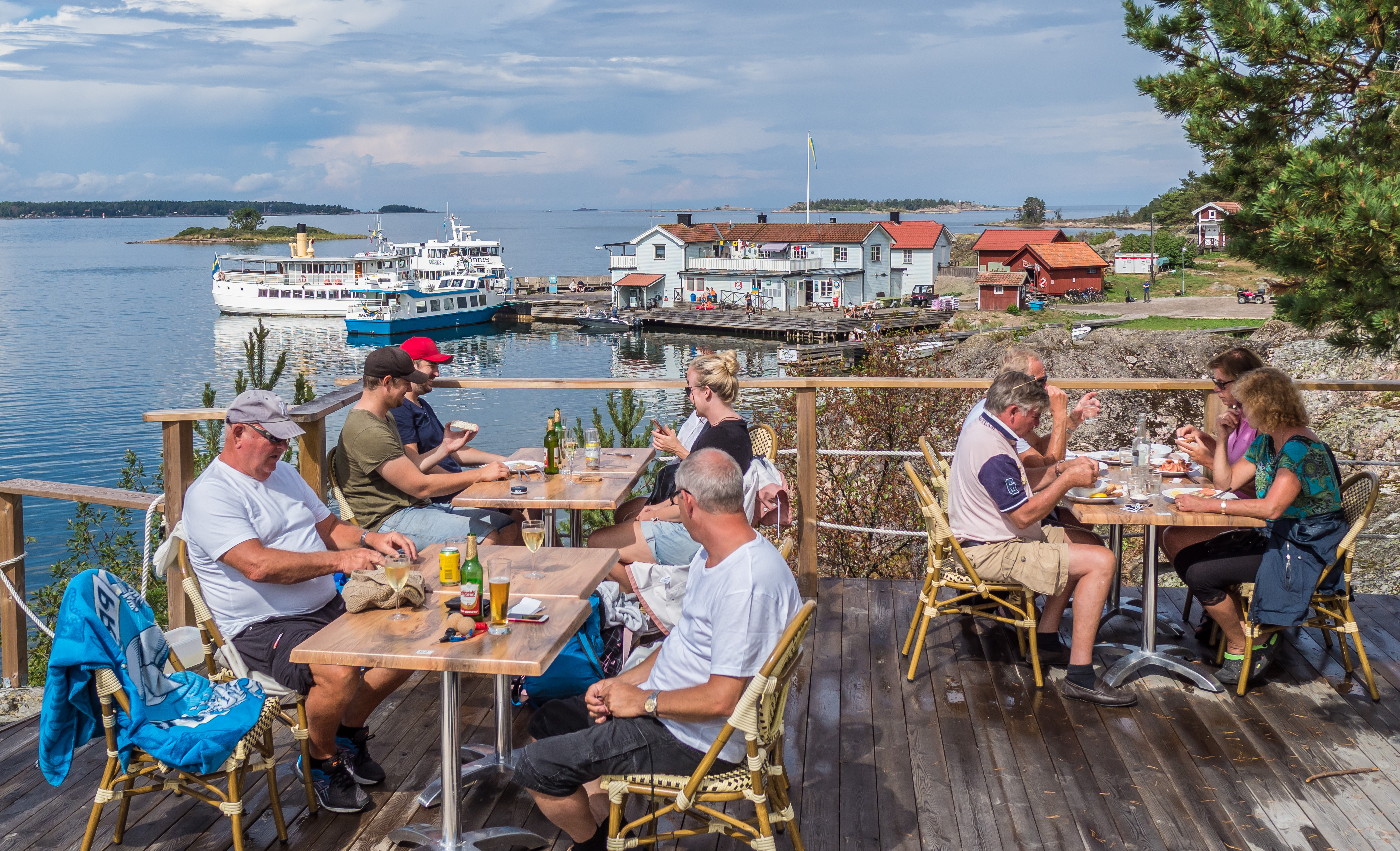
Terrasse du restaurant.
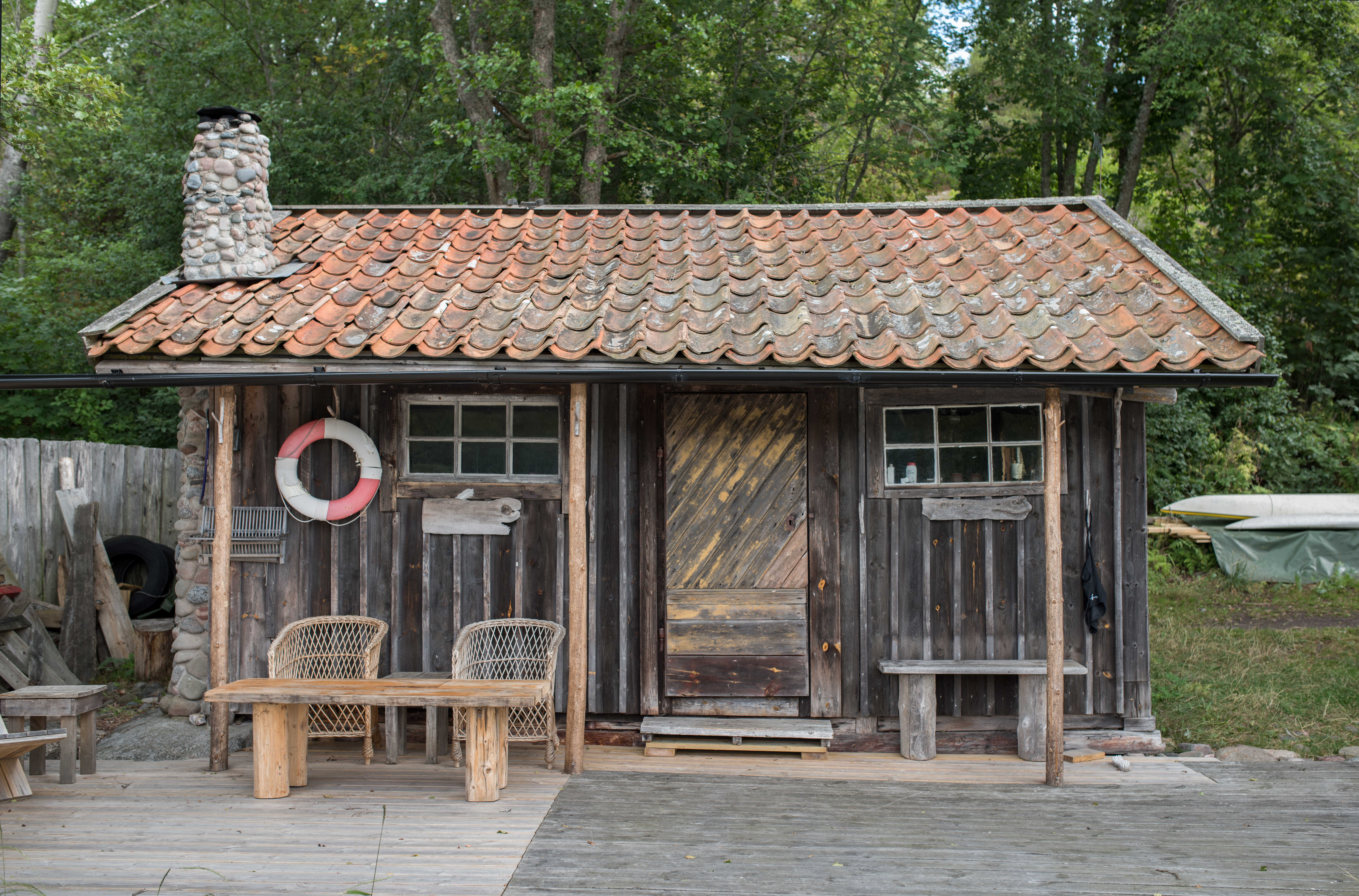
Hangar à bateaux.

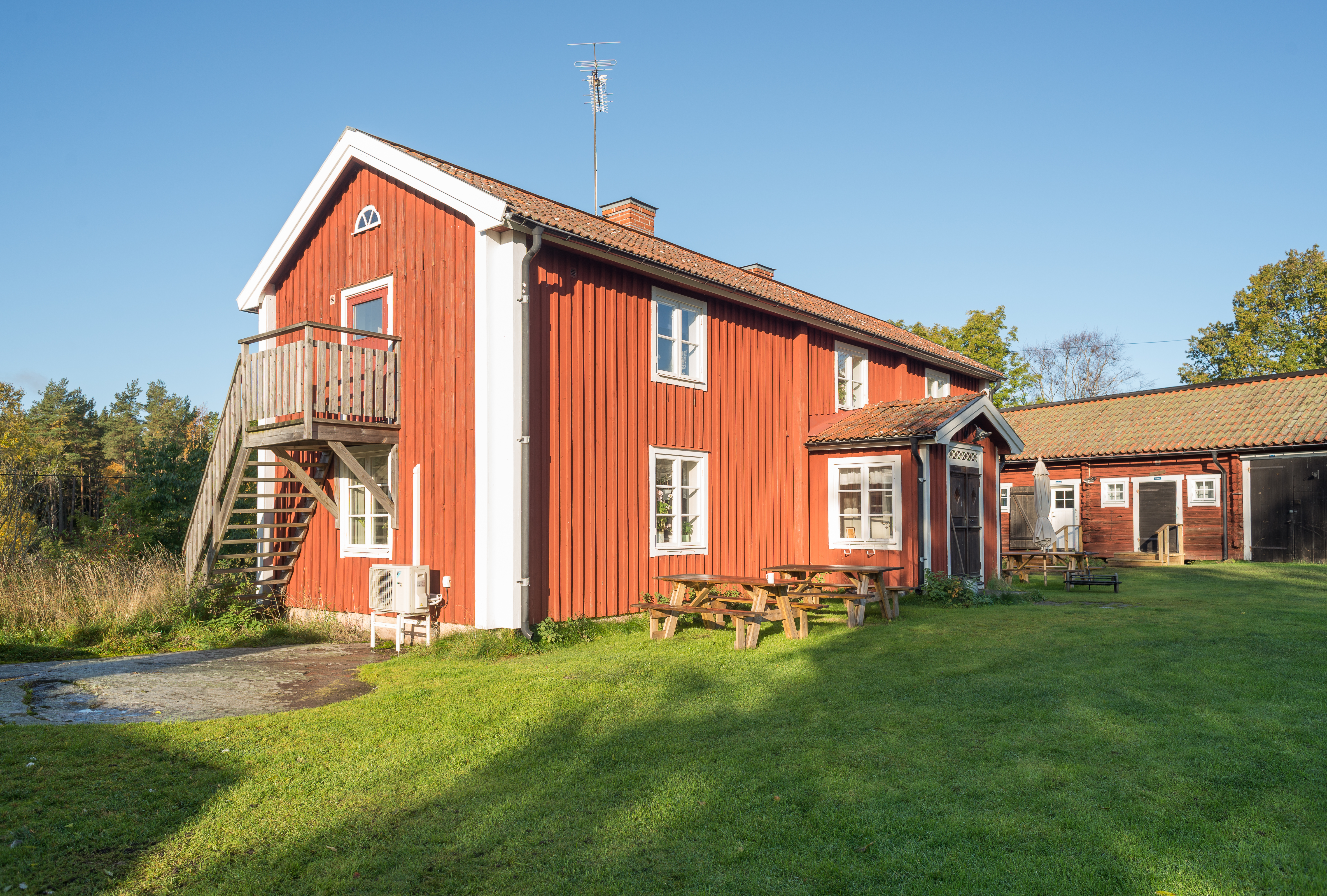
Bull-August.
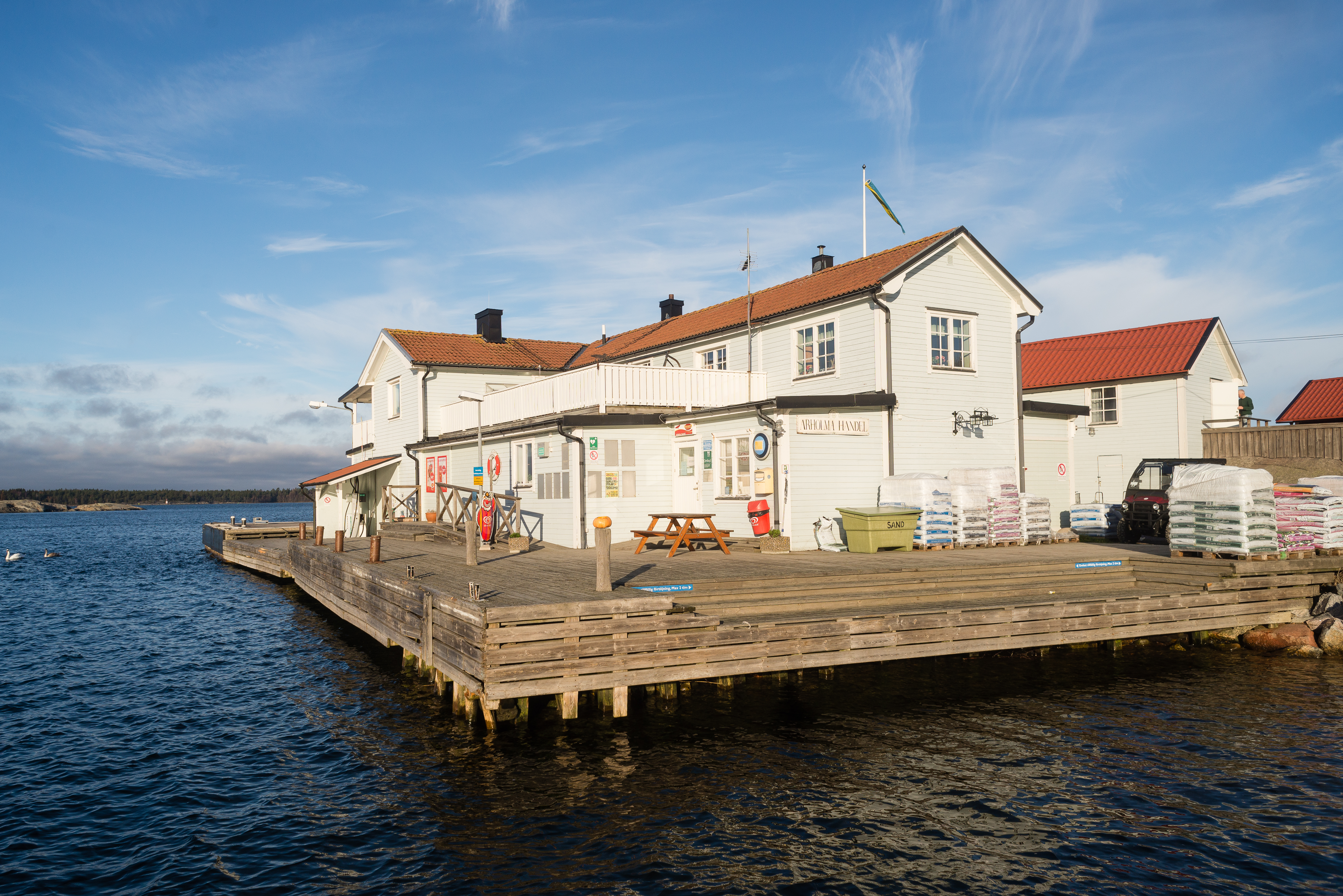
Magasin.
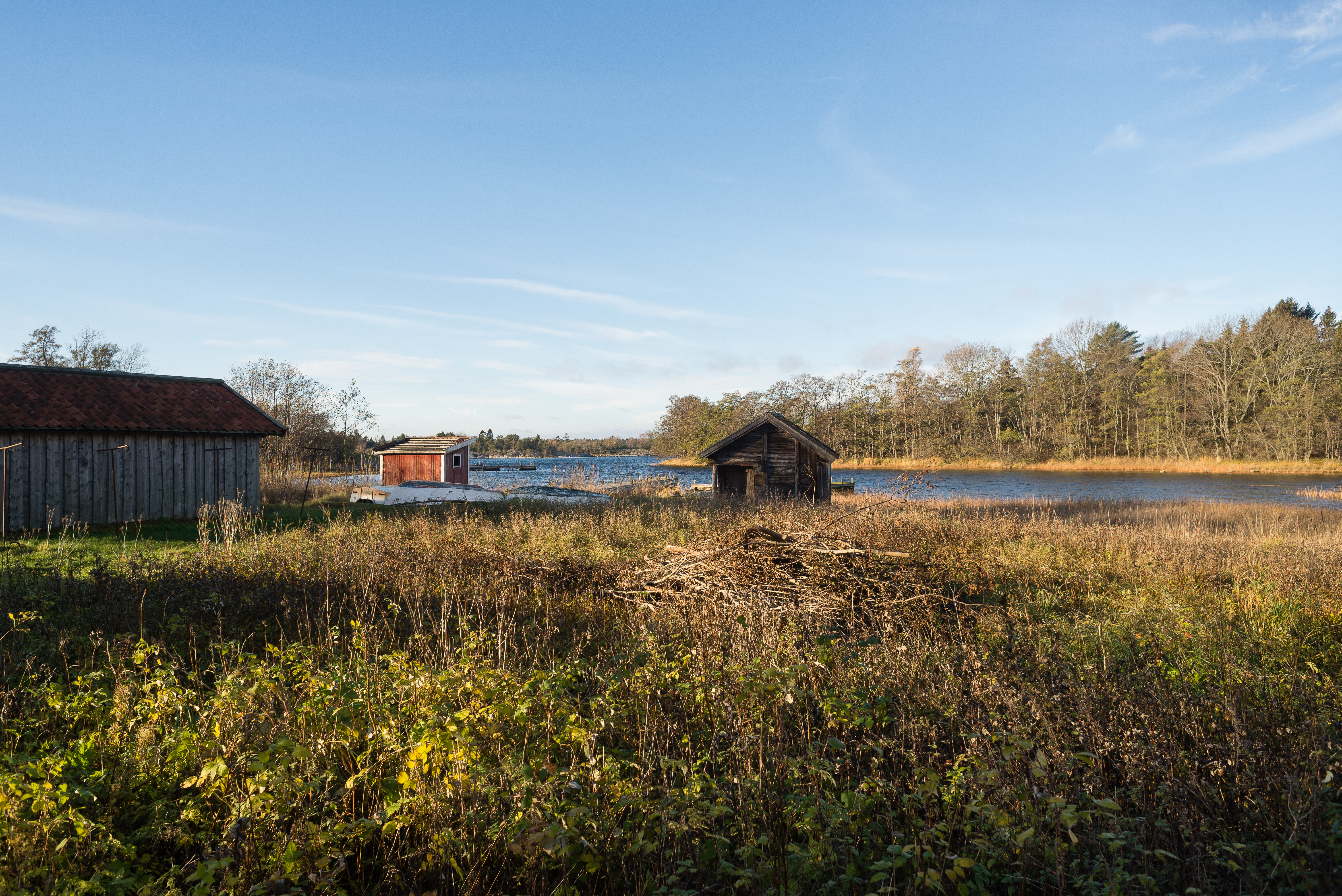
Arholma.